# 李熙 (元氏子)
李熙，字仲熙，北魏官员，出自赵郡李氏。
神䴥年间，李熙與高允、族叔李詵、族弟李靈等都被魏太武帝徵召，李熙官拜中書博士，轉中书侍郎。出使北凉沮渠氏有功，賜爵元氏子，加中壘將軍。去世，追贈鎮東將軍、豫州刺史，諡莊。

## 家族
- 子：李季主，襲爵元氏子。卒贈青州刺史，諡貞。
  - 孙：李遺元，襲爵元氏子。
    - 曾孙：李恃寧，以父事被刑。东魏武定末年，官至中尹。
    - 曾孙：李子寧，襲爵元氏子。官至開府默曹參軍。北齊受禪，爵例降。